# Władcy Dukli i Zety

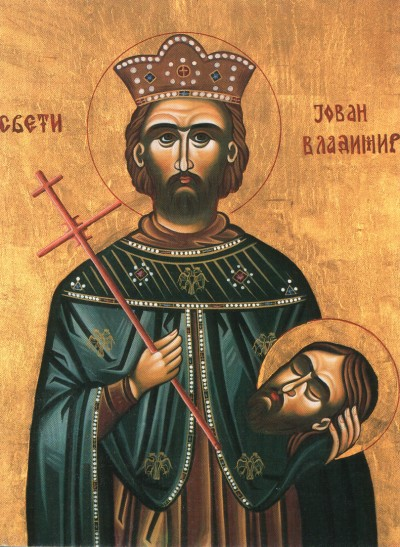
Ikona św. Jana Włodzimierza

Władcy Dukli i Zety – władcy Księstwa Dukli i Królestwa Zety, czyli państw istniejących pomiędzy IX a XII wiekiem oraz Księstwa Zety istniejącego od połowy XIV do początków XVI wieku na obszarze dzisiejszej Czarnogóry.

## Władcy Dukli
- -993 : Petrisław
- 993-1016 : Jan Włodzimierz
- 1016-1018 : Dragimir[1]

## Władcy Królestwa Zety
- 1034-1050 : Stefan Dobrosław
- 1050-1081 : Michał I
- 1081-1101 : Konstantyn Bodin
- 1101-1102 : Dobrosław

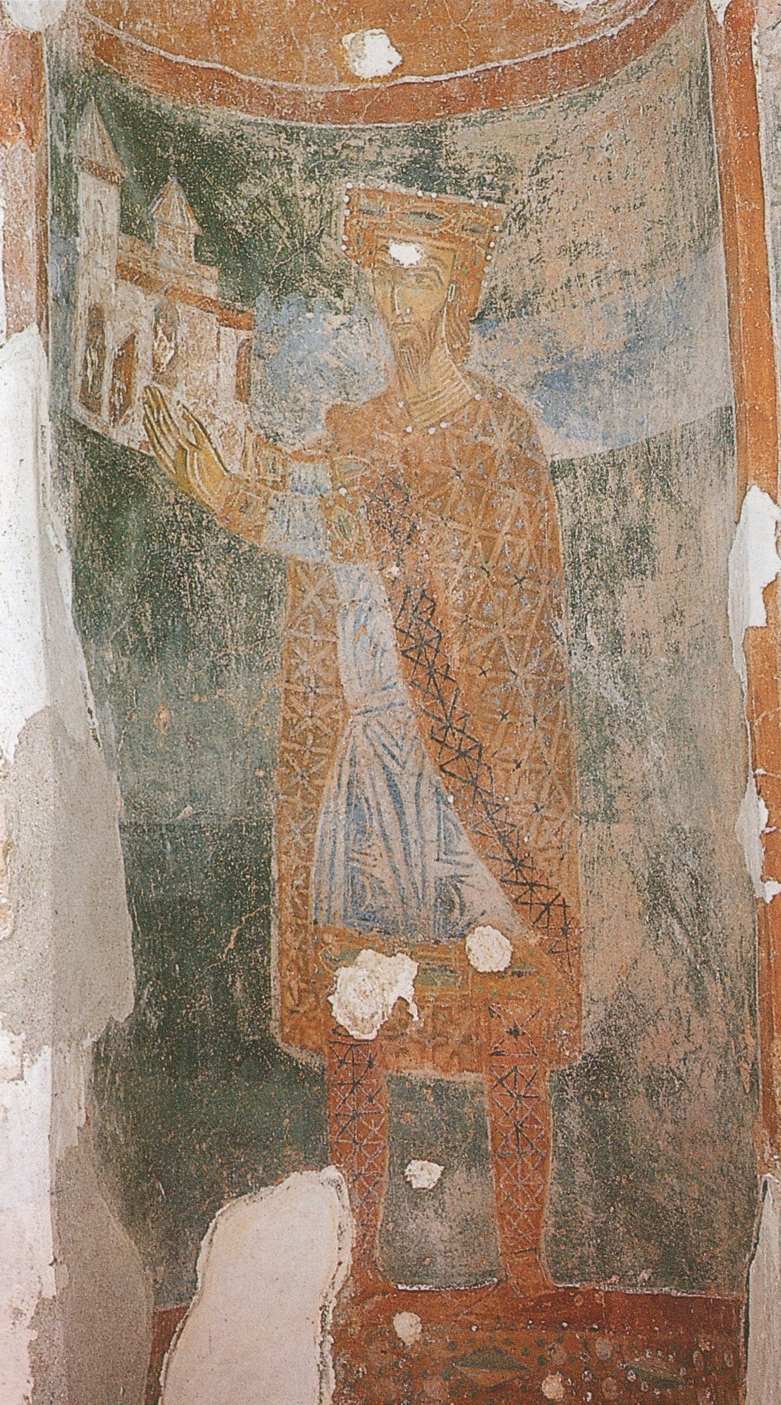
Król Michał. Fresk z kościoła św. Michała w Stonie

- 1102-1103 : Kočapar Radoslavljević
- 1103-1113 : Włodzimierz
- 1113-1118 : Jerzy Bodinović
- 1118-1125 : Grubesza Branislavljević
- 1125-1131 : Jerzy Bodinović (po raz drugi)
- 1131-1142 : Gradihna Branislavljević
- 1148/1149-1183 : Radosław Gradišnić
- 1183-1186 : Michał II
- 1186: do Serbii[1]

## "Królowie" Zety z dynastiiNemaniczów
- 1190-1208 : Wukan Nemanicz
- 1208-1216 : Jerzy Nemanicz

## Władcy Księstwa Zety
Dynastia Balšiciów
- 1356-1362: Balša I
- 1362-1378: Durad I
- 1378-1385: Balša II
- 1385-1403: Durad II
- 1403-1421: Balša III

 Dynastia Crnojewiciów 
- 1421-1435: Đurađ III (Đurašević) Crnojević

- 1435-1465: Stefan I Crnojević
- 1465-1490: Ivan I Crnojević
- 1490-1496: Đurađ IV Crnojević
- 1496-1498: Stefan II
- 1498-1515: Iwan II
- 1515-1516: Đurađ V Crnojević